# Hjaðningavíg

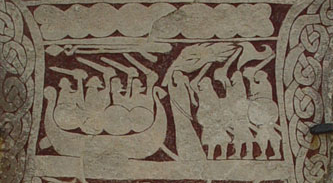
Detalle de la piedra de Stora Hammars, en Gotland.

Hjaðningavíg (la batalla de los Heodenings), la "leyenda de Heðinn y Högn" o la "saga de Hild" es una leyenda escandinava de la mitología nórdica sobre la batalla eterna documentada en Sörla þáttr, Ragnarsdrápa, Gesta Danorum, Skíðaríma y Skáldskaparmál. Se sostiene que también aparece en la piedra de Stora Hammar en Gotland. Además se alude a este episodio en los poemas anglosajones Déor y Widsið, y en el poema en nórdico antiguo Háttalykill inn forni.
Al igual que los nombres Heðinn (anglosajón Heoden) y Högni (anglosajón Hagena), se cree que la leyenda tiene orígenes germánicos continentales.

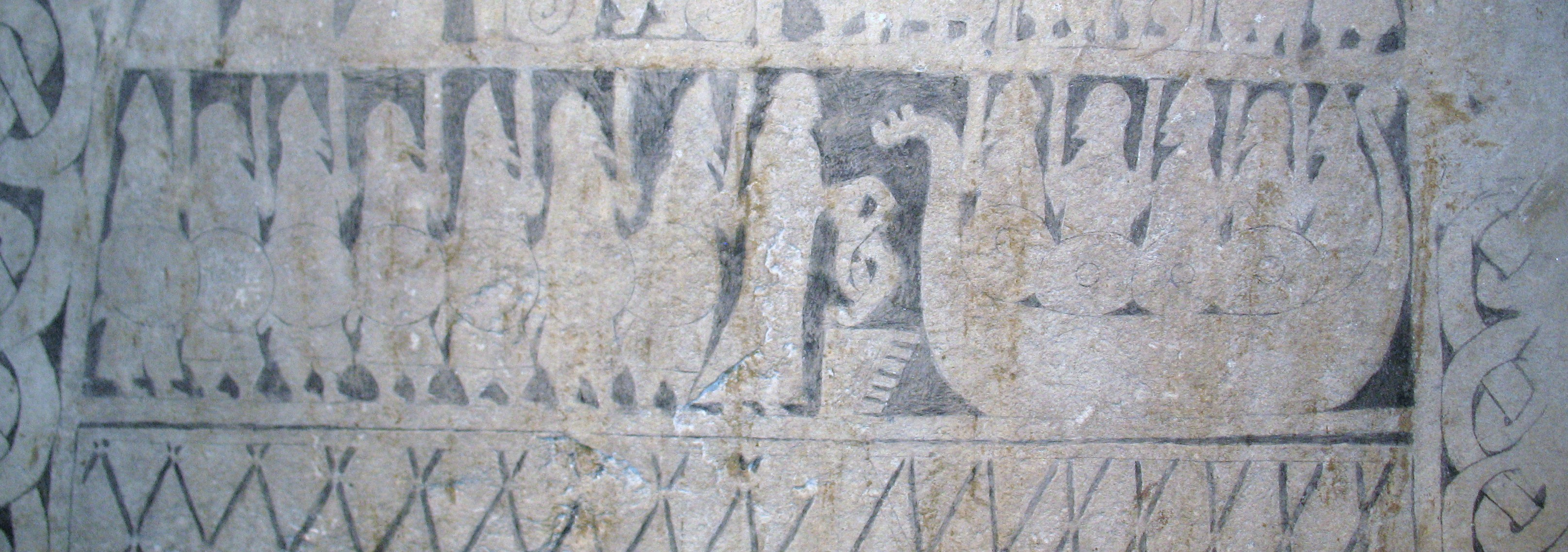
Detalle de la piedra Smiss (I).

## EddayRagnarsdrápa

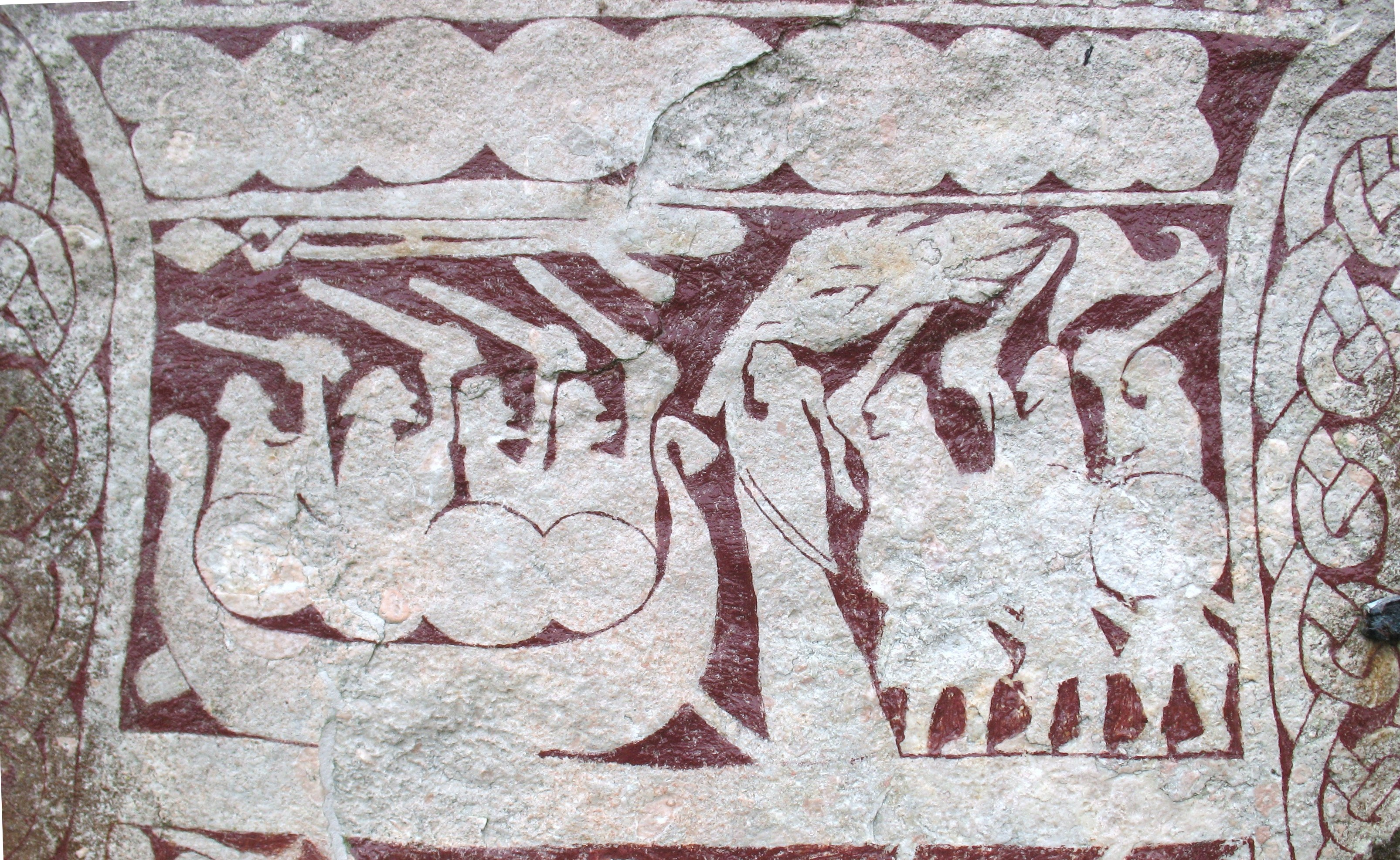
Hild y Hjadningavig. Un detalle de la piedra Stora Hammar, una imagen de piedra en Gotland.

En Skáldskaparmál y en Ragnarsdrápa, se relata que en una ocasión en la cual Högni se encontraba ausente, su hija Hildr fue raptada por un príncipe llamado Heðinn, el hijo de Hjarrandi (anglosajón Heorrenda). Cuando Högni regresó, inmediatamente comenzó a buscarla. En el más antiguo poema Ragnarsdrápa, Högni finalmente la encuentra en la isla donde Heðinn lo esperaba con su ejército. La isla al parecer es Hoy en las Órcadas, según Skáldskaparmál de Snorri Sturluson . 
Hildr dio la bienvenida a su padre y le ofreció la paz y un collar en nombre de Heðinn. Sin embargo, Högni ya había desenvainado su espada, Dáinsleif, la cual provocaba heridas que nunca curaba y al igual que Tyrfing siempre que era desenvainada debía dar muerte a un hombre. Se inició una batalla y combatieron durante todo el día y muchos hombres murieron. En la tarde Heðinn y Högni regresaron a sus campamentos, pero Hildr permaneció en el campo de batalla y con conjuros regresó a la vida a los guerreros caídos, comenzando la batalla nuevamente, y esto sucedería de forma continua hasta el Ragnarök.

## Sörla þáttr
Sörla þáttr es un pequeño relato conservado en Flateyjarbók, una colección de relatos sobre los reyes noruegos, escrita por dos sacerdotes cristianos en el siglo XV. Sörla þáttr trata sobre el rey Olaf I de Noruega (Olaf Tryggvason), que fue el primero en forzar la conversión de Noruega e Islandia al cristianismo. 
El relato toma algunas partes evemeristas de Heimskringla, partes del poema  Lokasenna, partes de Húsdrápa, y la eterna batalla de Hjaðningavíg. En el final del relato, la llegada del cristianismo pone fin a la antigua maldición que debía durar hasta el Ragnarök.

## Skíðaríma
En Skíðaríma, se relata que una guerra amenazaba con destruir el Valhalla, y entonces Odín envía a  Thor a buscar a Skíði, un mendigo, de modo que detuviera la guerra. Skíði se las ingenia para detener la contienda pidiéndole matrimonio a Hildr y ella consiente.

## Gesta Danorum
Saxo Grammaticus relata que Hedin era el príncipe de una tribu noruega y un hombre pequeño. Hedin se enamoró de  Hilda, la hija de Högni, un fuerte jefe tribal juto. Hedin y Hilda estaban impresionados con la reputación de ambos, tanto que se enamoraron incluso antes de conocerse.
En la primavera, Hedin y Högni salieron a realizar saqueos juntos, y Högni prometió en matrimonio su hija a Hedin, jurando que cada uno de ellos vengaría al otro si algo les sucedía.
Sin embargo, falsos rumores le llegaron de que Hedin había yacido con Hilda antes de prometerla en matrimonio. Högni creyó este falso rumor y atacó a Hedin, pero Högni fue golpeado y regresó a Jutlandia.
El rey Fróði de Dinamarca intentó mediar, y decidió que el asunto debía resolverse con un holmgang. Durante el combate Hedin fue seriamente herido, y comenzó a perder mucha sangre. Högni decidió perdonar a Hedin, porque entre los antiguos escandinavos se consideraba una cobardía matar a un contrincante más débil, y por ello Hedin fue llevado a su hogar por sus hombres.
Antes se encontraba vergonzoso privar de la vida a alguien débil o enclenque; tan relacionado para los antiguos valientes campeones tenían en consideración todo aquello que los inclinara a la modestia. Entonces Hedin, con la ayuda de sus hombres, fue devuelto a su barco, salvado por la bondad de su enemigo.
Gesta Danorum, libro 5, parte 2
Luego de siete años, los dos hombres comenzaron a luchar nuevamente pero ambos murieron por las heridas que se provocaron. Pero Hilda amaba tanto a ambos, que utilizó unos conjuros para levantar a los muertos cada noche, y entonces la batalla continuó eternamente.

## Deor
La batalla es mencionada en el poema anglosajón del siglo X, Déor. El poeta explica que sirvió a los Heodenings (gente de Heðinn) hasta que Heorrenda, un poeta más habilidoso lo reemplazó:
| Þæt ic bi me sylfumsecgan wille, þæt ic hwile wæs Heodeninga scop, dryhtne dyre. Me wæs Deor noma. Ahte ic fela wintrafolgað tilne, holdne hlaford, oþþæt Heorrenda nu, leoðcræftig monnlondryht geþah, þæt me eorla hleoær gesealde. Þæs ofereode,þisses swa mæg! | Deseo contar esto sobre mí: Que por un tiempo, fui poeta de los Heodenings, gracias a mi señor - mi nombre fue "Deor". Por muchos años tuve una posición provechosa, un señor leal hasta que Heorrenda, un hombre talentoso en canciones, recibió la posición que el guardián de los guerreros, me había dado. Aquello pasó, también puede esto. |  |

Los Heodenings y Heorrenda son probablemente mencionados en Deor para añadir algo de ironía o humor. Siendo un episodio eterno, no cabe la frase de que ya pasó.